# Astragalus aretioides
Astragalus aretioides es una especie de planta del género Astragalus, de la familia de las leguminosas, orden Fabales.
Fue descrita científicamente por (M. E. Jones) Barneby.